# 6404-es mellékút (Magyarország)
A 6404-es számú mellékút egy négy számjegyű, körülbelül tizenkét és fél kilométeres hosszúságú mellékút Fejér vármegye délnyugati részén; Enyinget köti össze Lajoskomárommal, feltárva a város déli külterületeit is.

## Nyomvonala
Enying központja közelében ágazik ki a 64-es főútból, annak 31+200-as kilométerszelvénye táján. Nyugat felé indul, Hősök tere néven, de alig kétszáz méter után dél-délkeleti irányba fordul, és a Vas Gereben utca nevet veszi fel. Másfél kilométer után elhagyja a városközpont legdélebbi házait, majd 3,8 kilométer megtétele után keresztezi a 2000 körül felszámolt Dombóvár–Lepsény-vasútvonal nyomvonalát, Kabókapuszta északi szélénél, az egykori Kabókapuszta megállóhely előtt. Juhász Gyula utca néven halad át a településrészen, majd annak déli szélén, 4,9 kilométer után kiágazik belőle a 64 106-os út Leshegy településrészre.
Ezután egy rövid szakaszon az út kelet-északkeleti irányt vesz, majd ismét visszatér a délkeleti irányhoz. 6,4 kilométer után éri el Lajoskomárom határszélét, bő fél kilométeren át a határvonalat kíséri, de 7,2 kilométer után már teljesen lajoskomáromi területen húzódik. 11,8 kilométer megtétele után ér be a falu lakott területére, ahol az Enyingi utca nevet viseli. A Dég-Som közti 6402-es útba torkollva ér véget, annak 7+150-es kilométerszelvénye táján. Egyenes folytatása a Külsősáripuszta településrészre vezető 64 104-es számú mellékút.
Teljes hossza, az országos közutak térképes nyilvántartását szolgáló kira.gov.hu adatbázisa szerint 12,559 kilométer.

## Története
Egy 2,235 kilométeres szakaszát (az 1+590 és a 3+825 kilométerszelvények között) 2019 második felében újítják fel, a Magyar Falu Program útjavítási pályázatának I. ütemében, Enying település területén.

## Települései
- Enying
- Lajoskomárom